# William Vincent Wallace

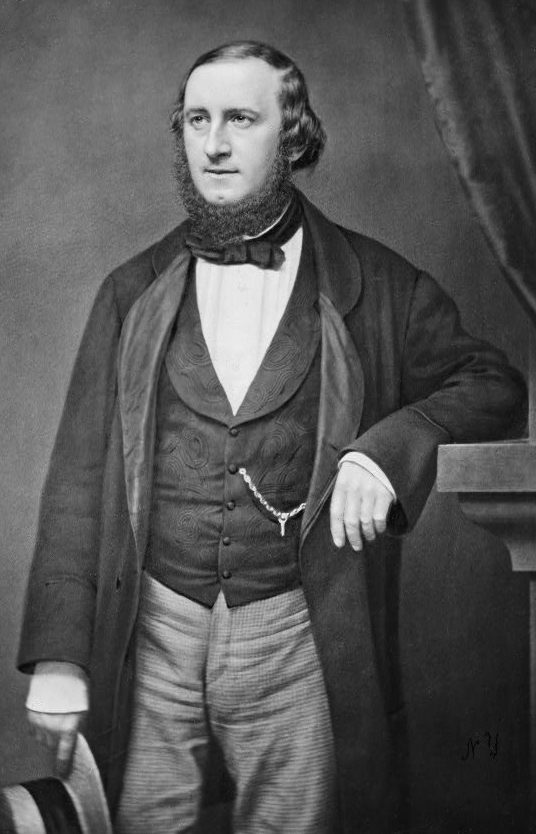
William Vincent Wallace

William Vincent Wallace (* 11. März 1812 in Waterford, Irland; † 12. Oktober 1865 in Sauveterre-de-Comminges, Département Haute-Garonne, Frankreich) war ein britischer Komponist und Musiker.

## Leben

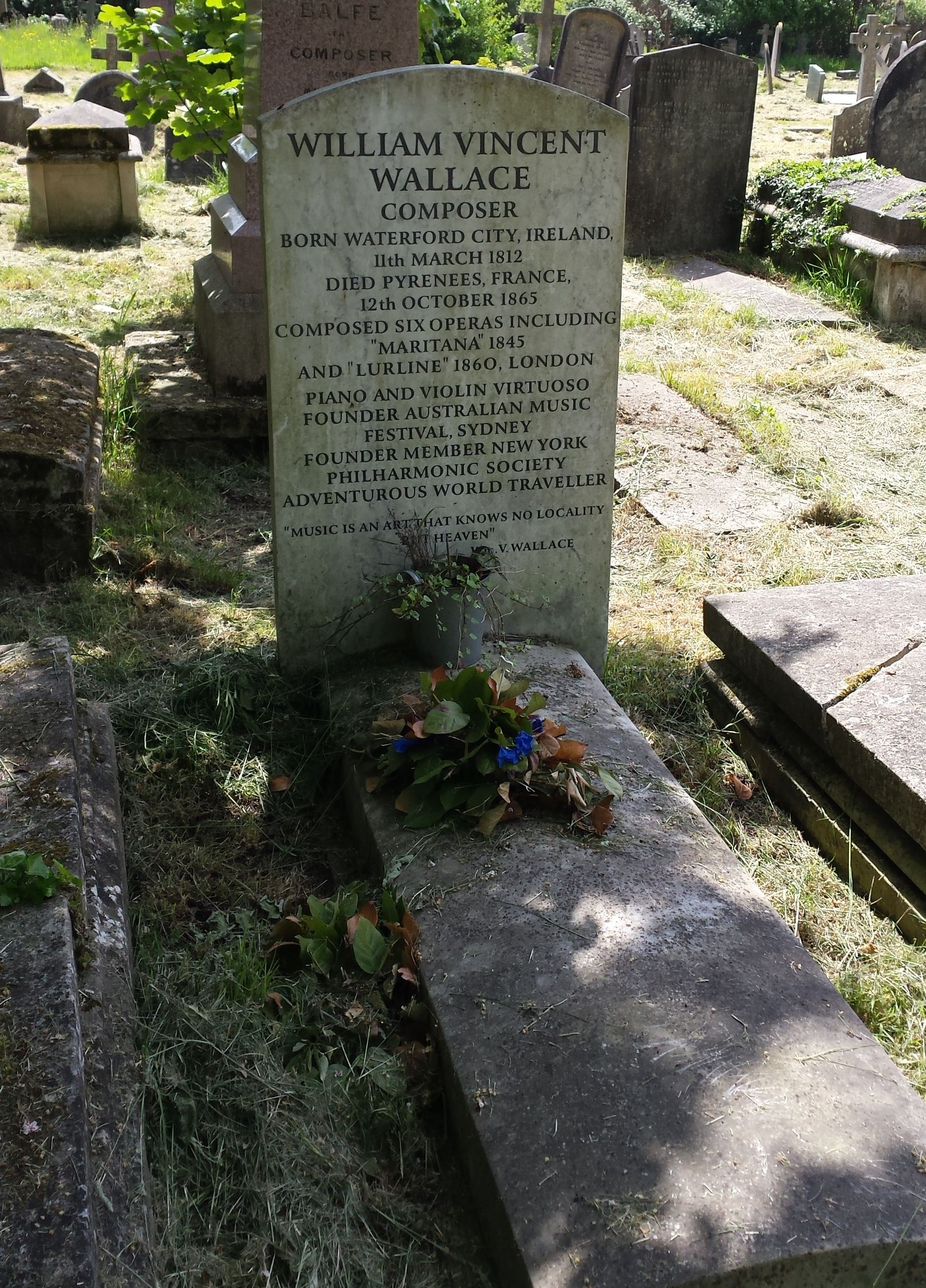
Grab von William Vincent Wallace

William Wallace war Sohn eines schottischen Militärkapellmeisters und wuchs im irischen Ballina auf. Als er 1823 nach Dublin zog, hatte er bereits in der Kapelle seines Vaters verschiedene Instrumente eingeübt. In Dublin erlernte er das Klavierspiel, spielte in der Zweiten Geige im Theatre Royal und war auch Organist in der Mariä-Himmelfahrt-Kathedrale von Thurles. 1831 heiratete er, konvertierte dafür zum Katholizismus und änderte seinen Vornamen in Vincent. Mit 22 Jahren führte er sein erstes Violinkonzert auf. Zusammen mit Frau, Kind, einer Schwester und einem Bruder wanderte er 1835 nach Australien aus, wo sie gemeinsam in Sydney die erste Musikschule auf dem Kontinent gründeten. Wallace machte Schulden, trennte sich 1838 von seiner Familie und begann ein unstetes Leben als Musiker, das ihn zunächst nach Südamerika führte. 1841 hielt er sich in Mexiko-Stadt auf. In New York war er 1842 an der Gründung der New York Philharmonic Society beteiligt. Danach arbeitete er in Deutschland und 1844 in den Niederlanden. Am 15. November 1845 wurde im Drury Lane Theatre in London seine Oper Maritana uraufgeführt. An dieser und anderen Londoner Spielstätten brachte er fünf weitere Opern zur Uraufführung, so die Loreley-Oper Lurline. Fünf Opern blieben unaufgeführt. Wallace hat über 50 Gesangsstücke komponiert und etwa siebzig kammermusikalische Werke. Viele seiner Arien erschienen als selbstständige Druckausgaben.
1850 heiratete er in den USA die Pianistin Helene Stoepel, mit der er zwei Kinder hatte. Er erwarb die US-amerikanische Staatsbürgerschaft, hielt sich aber ab 1858 wieder vorwiegend in Europa auf. Aus gesundheitlichen Gründen zog er mit seiner Frau in die Pyrenäen, wo er verstarb. Er wurde auf dem Kensal Green Cemetery in London bestattet.  Helen Wallace starb 1885 in New York.
Wallace war einer der ersten Komponisten, die Elemente südamerikanischer Volksmusik in die westliche Kunstmusik integrierten. Er gilt, zusammen mit dem ebenfalls in Vergessenheit geratenen M. W. Balfe, als erfolgreichster Komponist englischsprachiger Opern im 19. Jahrhundert.
Nach seinem Tod in Frankreich wurde er nach London überführt und auf dem Kensal Green Cemetery beigesetzt.

## Opern
- Maritana, Libretto: Edward Fitzball, Uraufführung: Drury Lane Theatre, 1845
- Matilda of Hungary, Alfred Bunn, Drury Lane Theatre, 1847
- Lurline, Edward Fitzball, Covent Garden, 1859
- The Amber Witch, Henry Fothergill Chorley, Her Majesty’s Theatre, 1861
- Love’s Triumph, James Planché, Covent Garden, 1862
- The Desert Flower, Augustus Glossop Harris / Thomas John Williams, Covent Garden, 1863